# Mozaika z centaurami
Zawartość tej strony może naruszać prawa autorskie.
Tekst źródłowy prawdopodobnie pochodzi z:
https://smb.museum-digital.de/object/12819?navlang=de
1. Nie usuwaj tego szablonu. Zostanie on usunięty, jeżeli prawa autorskie tego artykułu zostaną wyjaśnione.
2. Jeżeli potrafisz, napisz artykuł tak, aby nie naruszał praw autorskich.
3. Jeżeli masz prawa autorskie do tej treści lub masz zgodę na publikację zgodną z naszą licencją, prosimy, napisz o tym na stronie dyskusji tego artykułu i na stronie Wikipedia:Lista NPA oraz zastosuj procedurę zamieszczania haseł wcześniej opublikowanych.
4. Artykuł zostanie usunięty, jeżeli status praw autorskich do zawartych w nim treści nie zostanie wyjaśniony.

Powielanie materiałów chronionych prawami autorskimi – bez zezwolenia właściciela tych praw – jest pogwałceniem obowiązującego prawa, jest też sprzeczne z ustaleniami Wikipedii. Osobom, które regularnie wstawiają takie materiały, może zostać odebrane uprawnienie edytowania Wikipedii.
Mozaika z centaurami – mozaika wykonana przez anonimowego artystę, znajdująca się w zbiorach Starego Muzeum w Berlinie.

## Opis
Już w XVIII wieku na terenie rozległej, luksusowej willi cesarza rzymskiego Hadriana w pobliżu Tivoli odkryto mozaikę z centaurami – wraz z innymi, mniejszymi mozaikami przedstawiającymi sceny krajobrazowe i zwierzęce. Stosunkowo niewielkie pole obrazowe (emblema) stanowiło element dekoracji posadzki sali biesiadnej (triclinium) w tak zwanym pałacu głównym. Poszczególne sceny tych mozaikowych przedstawień celowo zestawiają kontrast między nieokiełznaną dziką przyrodą a idyllicznym krajobrazem ze spokojnymi zwierzętami.
Mozaika przedstawia walkę drapieżników z parą centaurów, mitycznych stworzeń z ludzkimi torsami i ciałami koni. Para centaurów została zaatakowana przez drapieżne kotowate na skalistym płaskowyżu, którego przednia krawędź gwałtownie obrywa się równolegle do dolnej strefy obrazu. Podczas gdy samiec centaura skutecznie bronił się przed lwem, tygrysowi udało się pociągnąć samicę centaura w dół i wbić pazury w jej ciało. Stając dęba i trzymając obiema rękami głaz wysoko nad głową, samiec centaura przychodzi z pomocą swojej partnerce w walce z drapieżnikiem, który nie puszcza swojej ofiary. Mimo już zabitego i zakrwawionego lwa leżącego na ziemi, wynik walki nie jest jeszcze ostatecznie przesądzony, gdyż w tle obrazu, którego głębię przestrzenną uzyskano dzięki umiejętnym przejściom kolorystycznym w surowym krajobrazie, gotowy do ataku lampart czai się jako kolejny wróg pary centaurów.
Podczas gdy starsza starożytna sztuka grecka ogólnie podkreślała zwierzęcą stronę tych hybrydowych stworzeń, później większy nacisk położono na uwydatnianie cech ludzkich. Lukian z Samosat, pisarz z II wieku naszej ery podaje, że grecki malarz Zeuksis z Heraklei działający około 430–390 przed naszą erą, zasłynął z malowania rodziny centaurów z dziećmi w wiejskiej idylli, natomiast żyjący na przełomie wieków rzymski poeta Owidiusz opisuje śmierć pary centaurów poruszającymi słowami.
Rozległe renowacje przeprowadzone w XVIII i XIX wieku utrudniają datowanie mozaiki, która obejmuje okres od hellenistycznego do „hadrianowskiego”. Większość badaczy jest zdania, że jest to jedno z najwyższej jakości dzieł starożytnej sztuki rzymskiej, które najprawdopodobniej wzorowało się na greckim dziele sztuki (malarstwo tablicowe lub mozaika) z epoki hellenistycznej.